# Bahnstrecke Senden–Weißenhorn
| Streckenkarte Senden-Weißenhorn |                      |                                              |                                              |
| Streckennummer (DB): | 5350                 |                                              |                                              |
| Kursbuchstrecke (DB): | 976                  |                                              |                                              |
| Streckenlänge: | 9,822 km             |                                              |                                              |
| Spurweite: | 1435 mm (Normalspur) |                                              |                                              |
| Streckenklasse: | CE                   |                                              |                                              |
| Maximale Neigung: | 18,8 ‰               |                                              |                                              |
| Minimaler Radius: | 490 m                |                                              |                                              |
| Streckengeschwindigkeit: | 100 km/h             |                                              |                                              |
| Zugbeeinflussung: | PZB                  |                                              |                                              |
| |                      |                                              |                                              |
| \| \| \| von Neu-Ulm \| \| \| \| 0,000 \| Senden \| 486,2 m \| \| \| \| nach Kempten (Allgäu) \| \| \| \| 0,910 \| Infrastrukturgrenze DB InfraGO / SWU Verkehr \| Infrastrukturgrenze DB InfraGO / SWU Verkehr \| \| \| 1,370 \| Wullenstetten (bis 1966) \| 489,3 m \| \| \| 2,092 \| Wullenstetten[2] (seit 2013) \| 400,9 m \| \| \| 4,095 \| Witzighausen[2] (seit 2013) \| 524,7 m \| \| \| 4,500 \| Witzighausen (bis 1966) \| 524,4 m \| \| \| 7,755 \| Anst Oetinger KG/RVW GmbH, ehem. Scholz AG \| Anst Oetinger KG/RVW GmbH, ehem. Scholz AG \| \| \| 7,806 \| Weißenhorn-Eschach[2] (seit 2013) \| 497,8 m \| \| \| 7,893 \| Anst Westfalengas AG \| Anst Westfalengas AG \| \| \| 8,010 \| Anst. neu RVW GmbH, ehem. Scholz AG, gepl. \| Anst. neu RVW GmbH, ehem. Scholz AG, gepl. \| \| \| 9,235 \| Anst Peri GmbH/Baywa AG \| Anst Peri GmbH/Baywa AG \| \| \| 9,622 \| Weißenhorn \| 496,1 m \| \| \| 9,737 \| Anst Landhandel GmbH \| Anst Landhandel GmbH \| \| \| 9,822 \| \| \| \| \| \| \| \| \| Quellen: [3][4][5][6][7] \| \| \| \| |                      |                                              |                                              |
| Strecke |                      | von Neu-Ulm                                  | von Neu-Ulm                                  |
| Bahnhof | 0,000                | Senden                                       | 486,2 m                                      |
| Abzweig geradeaus und nach rechts |                      | nach Kempten (Allgäu)                        | nach Kempten (Allgäu)                        |
| Wechsel des Eisenbahninfrastrukturunternehmens | 0,910                | Infrastrukturgrenze DB InfraGO / SWU Verkehr | Infrastrukturgrenze DB InfraGO / SWU Verkehr |
| ehemaliger Haltepunkt / Haltestelle | 1,370                | Wullenstetten (bis 1966)                     | 489,3 m                                      |
| Haltepunkt / Haltestelle | 2,092                | Wullenstetten (seit 2013)                    | 400,9 m                                      |
| Haltepunkt / Haltestelle | 4,095                | Witzighausen (seit 2013)                     | 524,7 m                                      |
| ehemaliger Bahnhof | 4,500                | Witzighausen (bis 1966)                      | 524,4 m                                      |
| Abzweig geradeaus und nach links | 7,755                | Anst Oetinger KG/RVW GmbH, ehem. Scholz AG   | Anst Oetinger KG/RVW GmbH, ehem. Scholz AG   |
| Haltepunkt / Haltestelle | 7,806                | Weißenhorn-Eschach (seit 2013)               | 497,8 m                                      |
| Abzweig geradeaus und nach rechts | 7,893                | Anst Westfalengas AG                         | Anst Westfalengas AG                         |
| Abzweig geradeaus und ehemals nach links | 8,010                | Anst. neu RVW GmbH, ehem. Scholz AG, gepl.   | Anst. neu RVW GmbH, ehem. Scholz AG, gepl.   |
| Abzweig geradeaus und ehemals nach links | 9,235                | Anst Peri GmbH/Baywa AG                      | Anst Peri GmbH/Baywa AG                      |
| Bahnhof | 9,622                | Weißenhorn                                   | 496,1 m                                      |
| Abzweig geradeaus und ehemals von links | 9,737                | Anst Landhandel GmbH                         | Anst Landhandel GmbH                         |
| | 9,822                |                                              |                                              |
| |                      |                                              |                                              |
| Quellen: |                      |                                              |                                              |

Die Bahnstrecke Senden–Weißenhorn ist eine Nebenbahn in Bayern. Sie wurde 1878 als eine von 15 Vizinalbahnen in Bayern erbaut, zweigt als Stichbahn in Senden in östlicher Richtung von der Illertalbahn ab und führt nach Weißenhorn. Nach der Einstellung des Personenverkehrs 1966 wurde die Strecke nur noch für den Güterverkehr in das Weißenhorner Industriegebiet genutzt. Seit 2013 wird wieder Schienenpersonennahverkehr (SPNV) durchgeführt, wobei die Züge im Stundentakt weiter bis und von Ulm fahren. Die Strecke ist seit 2013 im Besitz der SWU Verkehr GmbH.

## Geschichte

### Bau und Inbetriebnahme als Vizinalbahn
Erste Überlegungen für eine Bahnanbindung von Weißenhorn gab es bereits 1856, kurz nachdem sich in Memmingen ein Verein zur Förderung des Baus der Illertalbahn gegründet hatte. Der Weißenhorner Bürgermeister Jann bemühte sich in Memmingen darum, die Strecke ab Heimertingen nicht im Illertal, sondern durch das Tal der Roth zu führen, welche auch durch Weißenhorn fließt. Entsprechende Anstrengungen blieben jedoch folgenlos, die Bahn zwischen Neu-Ulm und Memmingen wurde in ganzer Länge entlang der Iller erbaut. Auch weitere Bemühungen des Weißenhorner Stadtrats blieben zunächst ohne Erfolg. 1864 wurde immerhin eine Verbindung mit Stellwagen nach Vöhringen eingerichtet und damit ein erster Anschluss an die Illertalbahn geschaffen.
Nachdem das Königreich Bayern am 29. April 1869 sein erstes Vizinalbahngesetz verabschiedet hatte, mit dem die Ergänzung des bayerischen Eisenbahnnetzes durch Nebenbahnen gefördert werden sollte, bekamen die Weißenhorner Eisenbahnpläne neuen Auftrieb. 1872 beauftragte die Stadt den Zivilingenieur Karl Del Bondio mit der Projektierung zweier alternativer Strecken von Weißenhorn nach Nersingen und Vöhringen. Er untersuchte auch das zu erwartende Verkehrsaufkommen und empfahl die Verbindung nach Nersingen, die zwar länger, aber dafür wesentlich einfacher zu trassieren sei und mehr Orte anschließen würde. Von den prognostizierten Kosten von rund 600.000 Gulden (2,1 Millionen Mark) hätte Weißenhorn 100.000 Gulden (350.000 Mark) zu tragen gehabt, die Stadt plante dazu ein langfristiges Darlehen mit einer Laufzeit bis 1926. Sie stellte ein entsprechendes Gesuch um Aufnahme der Strecke in das nächste Vizinalbahngesetz. Dagegen beurteilte die Generaldirektion der Königlich Bayerischen Staatseisenbahnen die optimistische Prognose von Del Bondio skeptisch. Sie sah die Verbindung nach Nersingen als unrentabel an und lehnte schließlich 1874 die Aufnahme der Strecke in das nächste Vizinalbahngesetz ab. Als Alternative schlug die Generaldirektion eine Verbindung mit der Illertalbahn in Senden vor, und im November 1875 legte der spätere Generaldirektor der Staatsbahnen, Karl Schnorr von Carolsfeld, der mit der Planung beauftragt worden war, seine entsprechenden Ausarbeitungen vor. Die Kosten sollten sich insgesamt auf 1,2 Millionen Mark belaufen. Am 29. Juli 1876 unterschrieb König Ludwig II. das nächste Vizinalbahngesetz, in dem die Weißenhorner Strecke berücksichtigt wurde. Im gleichen Jahr erfolgte noch der Vertragsabschluss zwischen der Stadt Weißenhorn und der Staatsbahn zur anteiligen Übernahme der Baukosten. Weißenhorn musste entsprechend dem Vizinalbahngesetz von 1869 die Kosten des Grunderwerbs und die Erdarbeiten übernehmen, der Kostenanteil der Stadt belief sich auf 286.000 Mark. Im Sommer 1877 begannen die Bauarbeiten.
Für die Vizinalbahnen entsprechend dem Gesetz von 1869 sahen die Königlich Bayerischen Staatseisenbahnen noch keine besonderen Bauvorschriften vor, grundsätzlich sollte die Trassierung analog zu den bislang gebauten Hauptbahnen erfolgen. Dementsprechend weist die Strecke von Senden nach Weißenhorn eine vergleichsweise aufwendige Trassierung auf, anders als die meisten später errichteten bayrischen Lokalbahnen. Sichtbar wird dies am tiefen Einschnitt, der für den Bahnhof Witzighausen ausgehoben wurde. Auch das Empfangsgebäude dieses Bahnhofs mit seinen drei Stockwerken und die direkt am Bahnhof erbaute Überführung entsprechen eher Hauptbahnstandards.
Nachdem am 4. September 1878 die erste Probefahrt durchgeführt worden war, erfolgte am 15. September 1878 die offizielle Eröffnung der Strecke als eine von 3 Vizinalbahnen im Bezirk Schwaben und 15 in Bayern. Trotz Einladung war zur Eröffnung kein Vertreter der Generaldirektion aus München erschienen. Der erste Fahrplan sah vier tägliche Zugpaare vor.

### Entwicklung bis zur Einstellung des Personenverkehrs
1908 wurde von der nördlich von Weißenhorn gelegenen Nachbargemeinde Pfaffenhofen an der Roth eine weitere Bahnverbindung vorgeschlagen. Die Strecke sollte von Neu-Ulm über Pfaffenhofen nach Weißenhorn und weiter durch das Rothtal nach Babenhausen mit Anschluss an die Bahnstrecke Kellmünz–Babenhausen führen. Weißenhorn wäre damit Bahnknoten geworden. Die Pläne wurden mit Ausbruch des Ersten Weltkriegs letztlich begraben.
Das Fahrplanangebot auf der Strecke blieb über die Jahrzehnte von kriegsbedingten Reduzierungen abgesehen weitgehend konstant. Kurz vor Beginn des Zweiten Weltkriegs wurden auf der als Kursbuchstrecke (KBS) 406d verzeichneten Verbindung von Montag bis Freitag sechs Zugpaare angeboten, an den Wochenenden sieben. Gegen Ende des Krieges wurde der Bahnhof Weißenhorn am 13. September 1944 durch einen amerikanischen Bombenangriff schwer beschädigt.
Nach Ende des Krieges und mit Beginn der Motorisierung des Individualverkehrs sank die Nachfrage auf der 1946 als KBS 406f verzeichneten Strecke allmählich. Dazu trug bei, dass die Deutsche Bundesbahn bereits ab 21. Juli 1952 eine direkte Bahnbuslinie von Weißenhorn nach Ulm eingerichtet hatte, die das bis dahin nötige Umsteigen in Senden überflüssig machte. Das Angebot auf der Straße wurde schrittweise zu einem Stundentakt ausgebaut, dagegen auf der Schiene eingeschränkt. Zuletzt verkehrten noch zwei Zugpaare, die analog zum Bus ab Senden nach Ulm beziehungsweise Neu-Ulm verlängert worden waren. Die Einstellung des Schienenpersonennahverkehrs auf der zuletzt als KBS 407b geführten Strecke erfolgte schließlich am 25. September 1966. Seitdem wurde die Strecke nur noch im Güterverkehr bedient, vorwiegend zur Bedienung der Anschlüsse im Weißenhorner Industriegebiet Eschach und einiger Anschließer am Bahnhof Weißenhorn. Bis Mitte der 1980er Jahre verkehrten aufgrund des damals recht hohen Güteraufkommens noch zwei Zugpaare täglich.

### Wiederinbetriebnahme für den Personenverkehr
Seit den 1990er Jahren gab es immer wieder Forderungen, die Strecke erneut im Personenverkehr zu bedienen. Die 1994 begonnene Bahnreform, die die Verantwortung für den Schienenpersonennahverkehr auf die Länder übertragen hatte, bot dafür neue Möglichkeiten, da die Finanzierung des Nahverkehrs seitdem nicht mehr durch den Bund, sondern den Freistaat Bayern erfolgt. Ab Anfang der 2000er Jahre engagierte sich vor allem die Weißenhorner Lokale Agenda 21 für die Strecke. Mindestens einmal im Jahr fanden nun Sonderfahrten mit modernen Dieseltriebwagen der DB ZugBus Regionalverkehr Alb-Bodensee (RAB), einer Tochtergesellschaft der DB Regio AG, anlässlich des Aktionstages Ohne Auto – mobil! Mitte September zwischen Ulm und Weißenhorn statt. Federführend wurden diese durch den Donau-Iller-Nahverkehrsverbund (DING) und vor Ort von der Arbeitsgruppe Mobilität/Stadtentwicklung der lokalen Agenda 21 organisiert. Ab 2008 setzten sich auch ortsansässige Firmen für den Erhalt und Ausbau der Strecke ein.
Im Sommer 2008 schrieb die DB Netz AG die Strecke aus wirtschaftlichen Gründen für einen Kaufpreis von 132.600 Euro zur Abgabe an andere Eisenbahninfrastrukturunternehmen (EIU) aus. Für Gleiserneuerungen würden in den nächsten fünf Jahren rund sechs Millionen Euro anfallen. Darauf meldeten sich vier Interessenten, wobei schließlich die SWU Verkehr GmbH übrig blieb. Diese pachtete die Strecke Anfang Juli 2009 und kaufte sie schließlich im Oktober 2013. Seit der Anpachtung betreibt die SWU Verkehr GmbH die Schienenanlagen als Eisenbahninfrastrukturunternehmen. Vor dem Ausbau der Strecke hielt sie diese vor allem für den Güterverkehr vor.
Der Regionalverband Donau-Iller ermittelte 2007 in einem Gutachten für die Schienenverbindung von Weißenhorn über Senden nach Ulm ein Potenzial von 3200 Berufspendlern. Seither sah der Nahverkehrsplan des Landkreises Neu-Ulm die Reaktivierung der Bahnstrecke vor. Eine Machbarkeitsstudie schlug den Ausbau der Strecke auf 80 km/h vor, wofür insgesamt rund elf Millionen Euro benötigt würden. Ein im Februar 2010 dem Verkehrsausschuss des Landkreises Neu-Ulm vorgestelltes neues Gutachten sah zwischen Weißenhorn und Ulm von sechs Uhr morgens bis Mitternacht einen Stundentakt vor, der ab Senden zu einem Halbstundentakt verdichtet werden sollte. Durch Vermeidung schienenparallelen Busverkehrs und dessen Neuausrichtung als Schienenzubringer auf die Bahnhöfe Weißenhorn und Senden sowie durch Neueinrichtung von neuen Haltepunkten (zum Beispiel Weißenhorn-Eschach) und deren ortsnäheren Verlegung sollte zusammen mit der Fahrzeit von 25 Minuten ein attraktives Schienenangebot geschaffen werden. In ersten Gesprächen über dieses Konzept mit dem Bayerischen Wirtschaftsministerium sowie der Bayerischen Eisenbahngesellschaft (BEG) als zuständigem SPNV-Aufgabenträger zeigte sich, dass wegen des notwendigen Planfeststellungsverfahrens und der Ausschreibung der Verkehrsleistungen eine kurzfristige Umsetzung nicht möglich war.

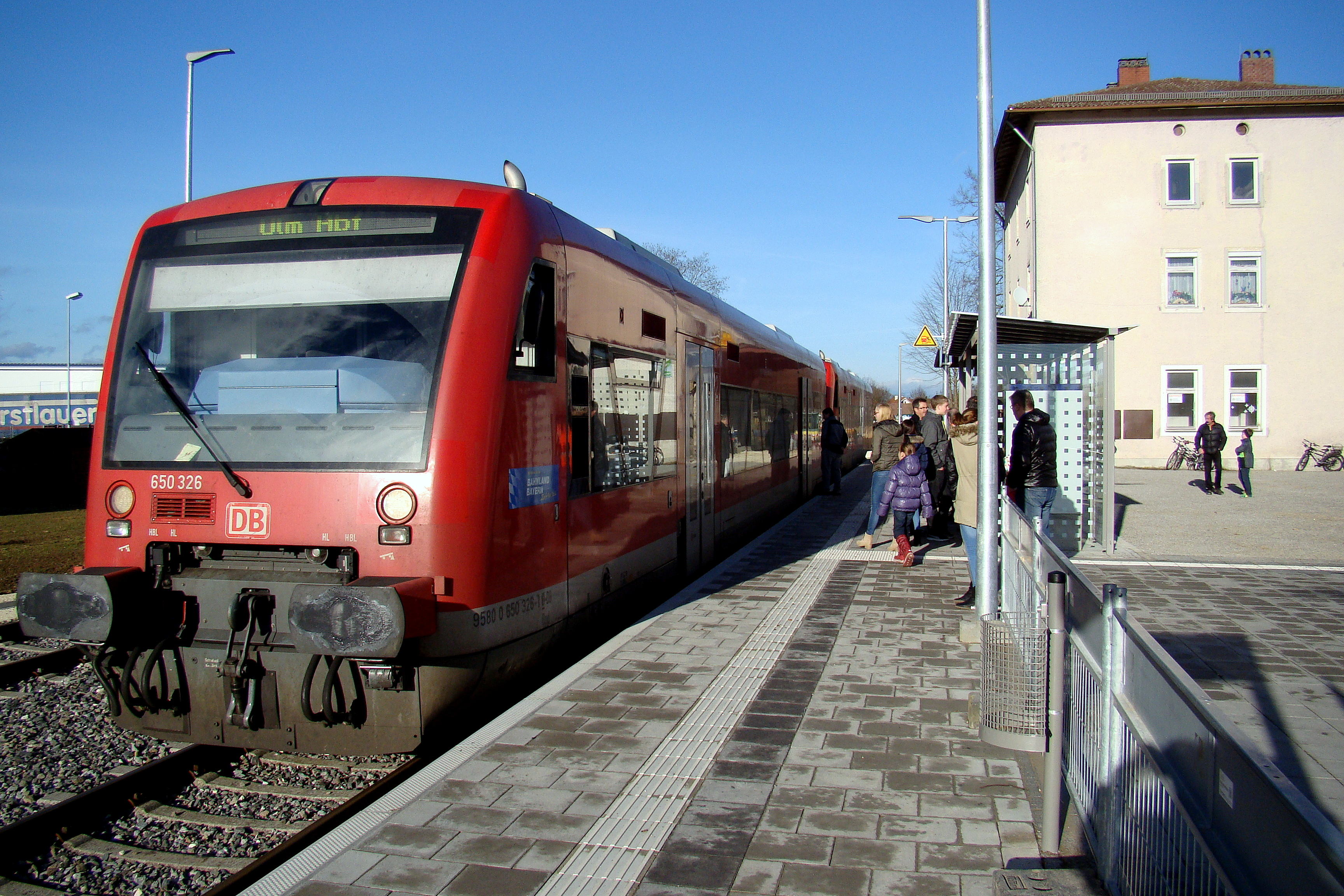
Zwei Triebwagen der Baureihe 650 (Regio-Shuttle) warten am Bahnhof Weißenhorn auf die Abfahrt in Richtung Ulm.

Am 18. Juni 2011 veröffentlichte die BEG im Amtsblatt der Europäischen Union die entsprechend der Verordnung (EG) Nr. 1370/2007 erforderliche Vorankündigung zur Ausschreibung der SPNV-Leistungen auf der Strecke nach Weißenhorn. Geplant war laut Vorankündigung ein Stundentakt Ulm – Weißenhorn. Ende 2011 beantragte der Infrastrukturbetreiber SWU Verkehr GmbH die Planfeststellung zum Ausbau der Strecke. Nach den Ausführungen des Planfeststellungsverfahrens waren täglich 38 Pendelfahrten zwischen Ulm Hbf und Weißenhorn als Vorlaufbetrieb zur künftigen Regio-S-Bahn Donau-Iller vorgesehen, wobei zwei zusätzliche Güterzüge zwischen 3:00 und 5:00 Uhr verkehren sollten. Die BEG schrieb im Dezember 2012 entsprechend der Vorankündigung den im Stundentakt vorgesehenen Betrieb auf der Linie Ulm – Senden – Weißenhorn aus. Am Vergabeverfahren beteiligt war auch die Nahverkehrsgesellschaft Baden-Württemberg (NVBW) als zuständiger Aufgabenträger für den kurzen Abschnitt zwischen der Landesgrenze auf der Neu-Ulmer Donaubrücke und dem Ulmer Hauptbahnhof.
Die DB ZugBus Regionalverkehr Alb-Bodensee erhielt am 27. März 2013 den Zuschlag für die Nahverkehrsleistungen, die zunächst ab Fahrplanwechsel im Dezember 2013 für drei Jahre bis Dezember 2016 bestellt wurden. Der Planfeststellungsbeschluss wurde im Mai 2013 rechtskräftig, so dass die SWU Verkehr GmbH damit beginnen konnte, die Strecke mit einem Gesamtaufwand von 11,6 Millionen Euro zu modernisieren. Mit einer neuen zulässigen Höchstgeschwindigkeit von 100 km/h sollen attraktive Fahrzeiten gewährleistet werden. Vier 55 cm hohe Bahnsteige und eine Überführung wurden neu gebaut sowie neun Bahnübergänge technisch gesichert.
Am 14. Dezember 2013 wurde die Wiederaufnahme des Personenverkehrs zwischen Senden und Weißenhorn mit einem Festakt auf dem Weißenhorner Bahnhof gefeiert. Seit 15. Dezember 2013 wird die Strecke unter der Bezeichnung „Der Weißenhorner“ wieder im regulären Personenverkehr bedient. Die Strecke sei damit, so die Pressemitteilung des Regionalverbands Donau-Iller, die erste Reaktivierung einer Bahnstrecke für den Personenverkehr in Bayern seit über vier Jahrzehnten. Die Bahnstrecke Hörpolding–Traunreut wurde allerdings bereits 2006 und die Bahnstrecke nach Neustadt (Waldnaab) 2007 reaktiviert.
Mit werktäglich 2000 Fahrgästen – statt der prognostizierten 1800 – bescheinigte der Neu-Ulmer Landrat der Bahnstrecke Mitte 2014 in einer Halbjahresbilanz einen guten Start. Der 7-Uhr-Zug nach Ulm ist so gut ausgelastet, dass dieser seit dem 15. August 2014 mit einer Dreifachtraktion Regio-Shuttle gefahren wird. Nach anderen Angaben sind etwa 1600 Personenkilometer pro Kilometer Betriebslänge zu verzeichnen. Im Dezember 2015 verlängerte die BEG die Ende 2016 auslaufende Vergabe an DB Regio freihändig als Übergangsvergabe um drei Jahre bis 2019. Für die Zeit ab 2019 wird der Personenverkehr auf der Weißenhorner Strecke als Teil des Dieselnetzes Ulm federführend durch die Nahverkehrsgesellschaft Baden-Württemberg vergeben. In diesem Zusammenhang gilt auf der Strecke nach Weißenhorn auch das Baden-Württemberg-Ticket, obwohl sie vollständig in Bayern liegt. Das Netz sollte ursprünglich bereits für 2017 vergeben werden, die Vergabe hat sich jedoch verzögert, so dass die freihändige Interimsvergabe nötig war.
Die Schienen und Schwellen der Bahnstrecke waren im Jahr 2023 teilweise bis zu 120 Jahre alt. Daher erneuerte die SWU Verkehr GmbH im September 2023 den Oberbau auf der gesamten Länge von sieben Kilometer unter einer fünfwöchigen Vollsperrung. Die Gesamtkosten des vom Freistaat Bayern geförderten Projekts beliefen sich auf circa fünf Millionen Euro.

### Elektrifizierungspläne
Im Rahmen des Konzepts der Bayerischen Staatsregierung für mehr Elektromobilität auf der Schiene in Bayern hat Innenminister Joachim Herrmann im Januar 2018 die Strecke nach Weißenhorn zusammen mit der Illertalbahn als eines von sieben regionalen Projekten für die Elektrifizierung vorgeschlagen. Ende November 2020 hat der Freistaat Bayern die Mittel für die Vorplanung der Ausbaumaßnahmen der Illertalbahn und der Stichstrecke nach Weißenhorn bereitgestellt. Die Planung der Arbeiten, wozu vor allem die Elektrifizierung beider Strecken zählt, wird für die Strecke nach Weißenhorn vom verantwortlichen Eisenbahninfrastrukturunternehmen SWU Verkehr durchgeführt werden. Im Februar 2024 unterzeichneten das Land Bayern und die SWU Verkehr GmbH einen Planungs- und Finanzierungsvertrag im Umfang von rund 700.000 Euro.

## Streckenbeschreibung
Die größte Steigung liegt bei 1,667 %, der kleinste Bogenhalbmesser bei 490 Metern. Die Streckenhöchstgeschwindigkeit liegt bei 100 km/h. Die Strecke ist mit der Punktförmigen Zugbeeinflussung ausgestattet.

### Verlauf
Die Strecke verlässt den Bahnhof Senden nach Süden und wendet sich in einer langgezogenen Kurve nach Osten. Sie verläuft am Südrand des Sendener Ortsteils Wullenstetten vorbei in einer leichten Steigung und überwindet die hier relativ geringen östlichen Randhöhen des Illertals. Zwischen Wullenstetten und Witzighausen unterquert die Strecke beim Kilometer 3,6 die Bundesautobahn 7 und erreicht kurz danach den höchsten Punkt der Strecke am nördlichen Ortsrand von Witzighausen. Sie führt in einem Einschnitt nordöstlich um Witzighausen herum in Richtung Süden und überquert am Ostrand des Orts eine Ortsstraße auf einer dreibogigen Betonbrücke. Diese Brücke stellt das einzige größere Ingenieurbauwerk der Strecke dar, ansonsten existieren lediglich kleinere Bachbrücken und Durchlässe. Südlich von Witzighausen wendet sich die bis zum Endbahnhof ein leichtes Gefälle aufweisende Strecke in einer weiten Kurve nach Osten durch Felder und kleinere Waldstücke bis zum Weißenhorner Industriegebiet Eschach. Kurz vor dem Endbahnhof schwenkt die Strecke wieder in einer Kurve nach Norden. Der Bahnhof von Weißenhorn liegt westlich etwas außerhalb der Altstadt. Mit Ausnahme einiger Wasserdurchlässe und der Bogenbrücke bei Witzighausen weist die Strecke keine besonderen Kunstbauten auf.

### Betriebsstellen

#### Senden

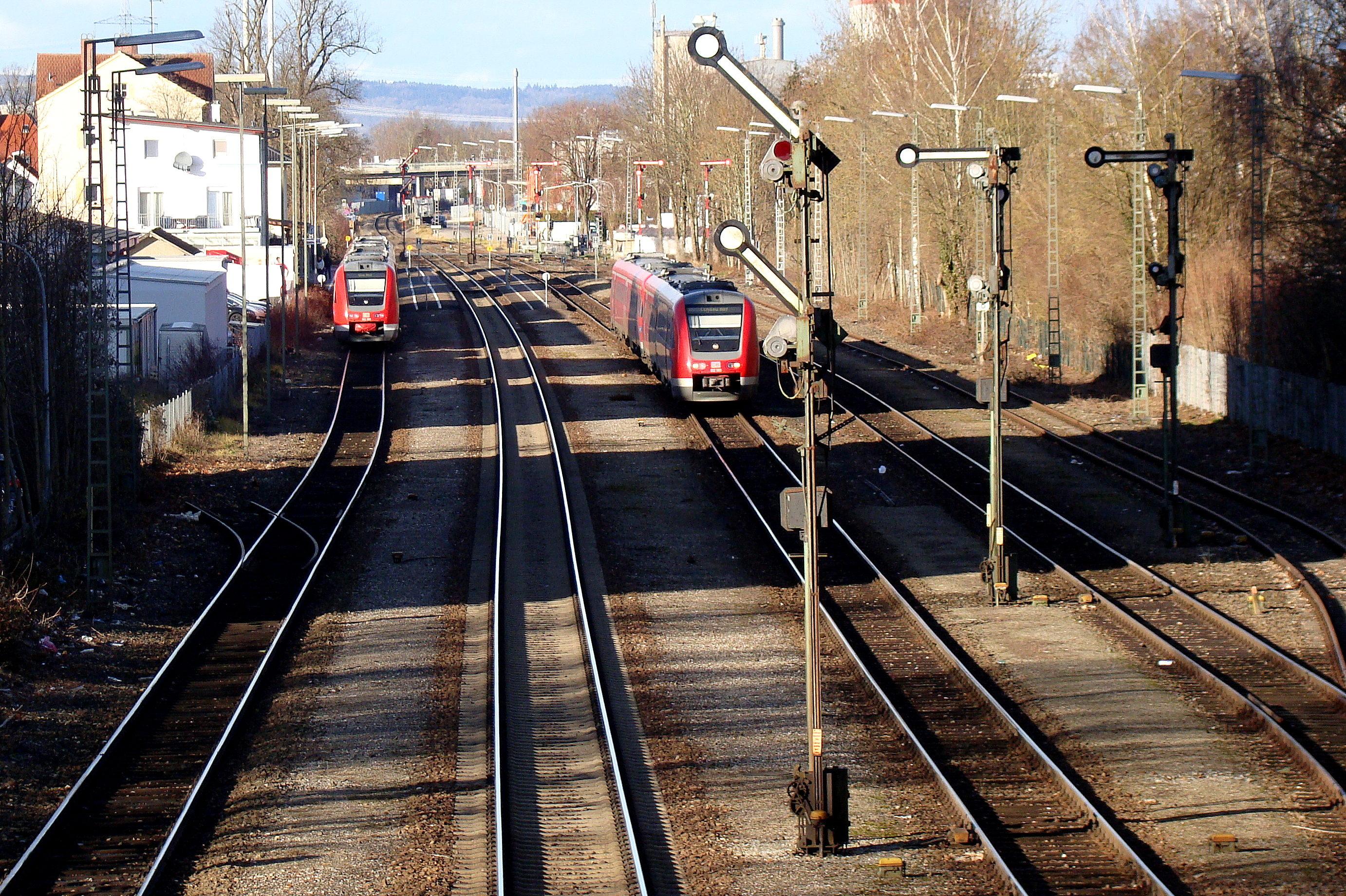
Bahnhof Senden, Blick von Süden auf das Gleisfeld

Der Bahnhof Senden entstand mit dem Bau der Illertalbahn 1862. Für die Einbindung der Strecke nach Weißenhorn erhielt er 1878 weitere Gleise. Insgesamt besitzt der Bahnhof drei Bahnsteige, neben dem Hausbahnsteig zwei mittels ebenerdiger Gleisquerung zu erreichende Zwischenbahnsteige. Das Stellwerk des Bahnhofs ist ein elektromechanisches Stellwerk der Einheitsbauart E43. Mit der Sanierung für die Wiederaufnahme des Personenverkehrs wurde die Strecke nach Weißenhorn sicherungstechnisch als Stichstreckenblock eingerichtet, der vom Sendener Fahrdienstleiter bedient wird.

#### Wullenstetten
Der frühere Haltepunkt Wullenstetten wurde erst einige Jahre nach Inbetriebnahme der Strecke eingerichtet. Er lag südwestlich des Dorfs am Kilometer 1,4 der Strecke, wurde bis zur Einstellung des Personenverkehrs 1966 meist nur als Bedarfshalt bedient und nach Einstellung des Personenverkehrs abgebaut. Sein Standort ist baulich nicht mehr erkennbar. Mit der Wiederinbetriebnahme erhielt Wullenstetten etwas weiter östlich am Kilometer 2,1 einen neuen Haltepunkt mit einem 140 Meter langen Bahnsteig. Neben dem Haltepunkt befindet sich ein P+R-Platz. Für die Verlegung sprachen laut SWU Verkehr der damit mögliche günstigere Abstand zum Bahnhof Senden und die am neuen Standort besser mögliche soziale Kontrolle.

#### Witzighausen

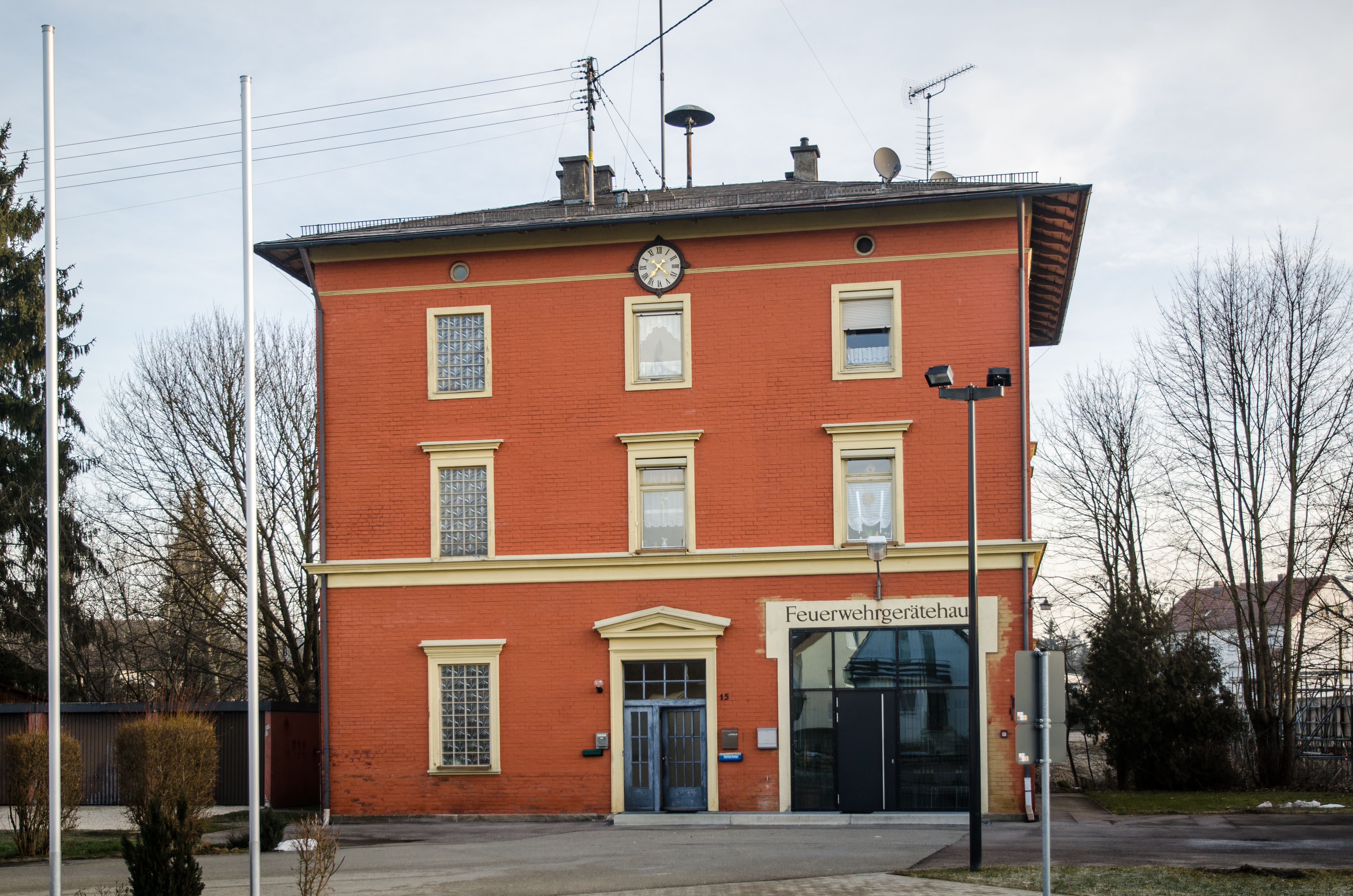
Das Empfangsgebäude des Bahnhofs Witzighausen

Witzighausen war ursprünglich der einzige Zwischenbahnhof der Strecke. Der Bahnhof wurde am Kilometer 4,5 in einem tiefen Einschnitt angelegt, wobei das Empfangsgebäude auf der Südseite oberhalb des Einschnitts errichtet wurde. Von diesem führten Stufen über die Böschung zu den Gleisen. Neben dem Streckengleis besaß der Bahnhof ein Ausweichgleis und ein Gütergleis. Als Signale waren lediglich Trapeztafeln vorhanden. Nach der Einstellung des Personenverkehrs beendete die Deutsche Bundesbahn auch den Güterverkehr in Witzighausen und baute die verbliebenen Gütergleise ab. Das 1878 erbaute Empfangsgebäude ist angesichts der relativ geringen Bedeutung des Bahnhofs recht groß ausgefallen. Es wurde im für die 1870er Jahre bei den Bayerischen Staatseisenbahnen typischen Stil errichtet und ist seit einigen Jahren in Privatbesitz. Im Erdgeschoss des Empfangsgebäudes wurde das Feuerwehrhaus der Freiwilligen Feuerwehr Witzighausen eingerichtet, die beiden Stockwerke darüber werden für Wohnzwecke genutzt. Für die Wiederinbetriebnahme des Personenverkehrs erbaute die SWU Verkehr etwa 400 Meter westlich des alten Standorts einen neuen Haltepunkt mit einem ebenerdig zugänglichen, 140 Meter langen Bahnsteig sowie einem P+R-Platz.

#### Weißenhorn-Eschach
Der mit einem 140 Meter langen Bahnsteig ausgestattete Haltepunkt Weißenhorn-Eschach wurde erst mit der Wiederaufnahme des Personenverkehrs eingerichtet. Er dient vor allem dem Berufsverkehr in das dortige Weißenhorner Industriegebiet.

#### Weißenhorn
Das 1878 erbaute Empfangsgebäude, wie in Witzighausen im typischen Stil der bayerischen Staatsbahn, befindet sich seit 2014 in Privatbesitz. Zuvor hatte es die Stadt Weißenhorn der Deutschen Bahn abgekauft. Es war 1944 während eines Bombenangriffs auf den Bahnhof beschädigt worden, wurde aber nach dem Krieg wieder aufgebaut. In dem inzwischen sanierten Gebäude befindet sich ein Café mit Biergarten.
1878 hatte der Bahnhof zunächst drei Gleise und einige Nebengleise für Güterverkehr erhalten. Der zunehmende Güterverkehr führte in den 1930er Jahren zu einem Ausbau auf insgesamt sechs Gleise, zwei davon mit Bahnsteigen für den Personenverkehr. Mit der Inbetriebnahme der Vizinalbahn erhielt der Weißenhorner Bahnhof eine der Betriebswerkstätte Neu-Ulm zugeordnete Lokstation mit einem einständigen, für zwei Lokomotiven ausgelegten Lokschuppen. Dieser erhielt an beiden Seiten Tore, war also durchfahrbar. Am nördlichen Bahnhofsende befand sich in den ersten Jahren zudem eine kleine handbetriebene Drehscheibe, die sowohl für das Drehen der Lokomotiven als auch zur Verteilung von Güterwagen an zwei dort eingerichtete Laderampen diente. Signaltechnisch besaß der Bahnhof lediglich ein Einfahrsignal, alle Weichen sind Handweichen. Seit der Sanierung für den Personenverkehr besitzt der Bahnhof Weißenhorn lediglich noch ein Bahnsteiggleis und ein Umsetzgleis. Im Bereich des früheren Güterschuppens südlich des Empfangsgebäudes wurde ein kleiner Busbahnhof zur Verknüpfung mit den Buslinien in die Dörfer südlich und östlich von Weißenhorn erbaut.

### Anschlussbahnen
Bis in die 1930er Jahre bestand der Güterverkehr auf der Weißenhorner Strecke ausschließlich aus dem Aufkommen in den beiden Bahnhöfen Witzighausen und Weißenhorn, in denen jeweils landwirtschaftliche Güter und Baustoffe umgeschlagen wurden. Die nach der sogenannten Machtergreifung einsetzende Aufrüstung der Wehrmacht in den 1930er Jahren führte zur Einrichtung von Tanklagern der Wehrmacht im Hochwald Eschach, westlich von Weißenhorn. Diese erhielten entsprechende Anschlussgleise und das Güteraufkommen stieg deutlich an.
Nach dem Krieg wurden die von der Wehrmacht genutzten Flächen für zivile Industriebetriebe umgenutzt. In das Industriegebiet Eschach führen zwei Anschlussbahnen. Beim Kilometer 7,7 zweigt in Fahrtrichtung Weißenhorn links der Anschluss zum dortigen Aluminiumschmelzwerk und Schrotthandel sowie zu einem ehemaligen Depot der Bundeswehr ab, lediglich das Schmelzwerk besitzt noch einen Anschluss. Regelmäßig bedient wird der beim Kilometer 7,8 liegende, rechts abzweigende und erst 1997 eröffnete Anschluss zum Tanklager der Firma Westfalengas. Im Bahnhof Weißenhorn gab es Anschlüsse zum dortigen Lagerhaus der Baywa, dem Werk der Firma Peri sowie einem Landhandel. Planungen für einen neuen Gleisanschluss für die Firmen PERI und Scholz wurden bislang nicht umgesetzt.

## Fahrzeugeinsatz
Der Bahnhof Weißenhorn erhielt bereits beim Bau der Strecke eine eigene Lokstation für die einzusetzenden Lokomotiven, die als Außenstelle der Betriebswerkstätte Neu-Ulm fungierte. Stationiert waren zunächst zwei Bayerische D-IV-Lokomotiven (DR-Baureihe 88.71). Diese erwiesen sich im Laufe der Jahre als zu schwach für die steigenden Zuglasten. Für 1902 ist der Einsatz von Lokomotiven der Baureihen D VI und D VII (DR-Baureihe 98.75 und 98.76) verzeichnet. In den Jahren bis nach dem Zweiten Weltkrieg wurden weiterhin fast ausschließlich verschiedene Baureihen bayerischer Lokalbahnlokomotiven eingesetzt, vor allem die Bayerische D XI (DR/DB-Baureihe 98.4) und die Bayerische GtL 4/4 (DR/DB-Baureihe 98.8). Zum Einsatz kamen aber auch die ab 1928 gelieferten Einheitslokomotiven der DR-Baureihe 86.
Ab 1956 verschwanden die bayerischen Lokalbahnlokomotiven. Sie wurden durch die neueren Einheitslokomotiven der Baureihe 64 ersetzt, die bis zur Einstellung des Personenverkehrs die meisten Züge fuhren, unterstützt durch Uerdinger Schienenbusse der Baureihe VT 95. Den letzten Personenzug am 24. September 1966 bespannte mit der Lokomotive 64 001 die erste Lokomotive dieser Baureihe, dem Anlass entsprechend mit blumengeschmückter Rauchkammertür. Dampflokomotiven wurden noch bis 1975 gelegentlich eingesetzt. Zuletzt war es die Baureihe 50 des Bahnbetriebswerks Ulm. Dieses Bahnbetriebswerk teilte sich seit Schließung des Bahnbetriebswerks Neu-Ulm 1961 den Einsatz auf der Strecke mit Lokomotiven des Bahnbetriebswerks Kempten (Allgäu).
Ab 1961 kamen die ersten Diesellokomotiven der Baureihe V 100 auf die Strecke. Diese Lokomotiven bewältigten auch nach Einstellung des Personenverkehrs den Güterverkehr. Seit Abzug der Baureihe V 100 aus Kempten (Allgäu) wird der Güterverkehr mit Diesellokomotiven der Baureihe 294 abgewickelt.
Der Personenverkehr wurde von 2013 bis 2016 durch Dieseltriebwagen der Baureihe 650 der DB ZugBus Regionalverkehr Alb-Bodensee (RAB) bedient. Im Dezember 2016 ging die Betreiberschaft innerhalb des DB-Konzerns von der RAB auf die DB Regio Bayern über. Seitdem kommen Fahrzeuge der Baureihe 642 zum Einsatz.
Seit der Betriebsaufnahme im Dezember 2020 als Teil des Dieselnetz Ulm, ausgeschrieben durch die Nahverkehrsgesellschaft Baden-Württemberg (NVBW), kommen für den Regionalverkehr ausschließlich Dieseltriebwagen des Typs Alstom Coradia LINT auf der Strecke zum Einsatz.
Bedingt durch den Stichstreckenblock kann immer nur ein Zug verkehren, zwischen den Fahrten des regelmäßigen SPNV-Taktverkehrs bestehen keine ausreichenden Fahrplanlücken für weitere Fahrten. Der zuvor tagsüber abgewickelte Güterverkehr nach Weißenhorn musste daher in die Nachtstunden verlagert werden.